# X.Org Server

X.Org Server es un servidor de pantalla

X.Org Server (comúnmente conocida como Xorg Server o simplemente como Xorg) es una implementación de código abierto del sistema X Window System, que surge como una bifurcación del proyecto XFree86.
La primera versión del servidor X.Org (incluida en X11R6.7.0), partió del código de XFree86 4.4 RC2, debido a un cambio de licencia producido en febrero de 2004 (anteriormente se distribuía bajo la licencia MIT, y la nueva licencia presenta incompatibilidades con la GNU General Public License). Varios de los anteriores desarrolladores de XFree86, como Keith Packard, se sumaron al proyecto, ya que se gestiona de una forma más abierta que XFree86.
El proyecto corre bajo el auspicio de la X.Org Foundation y se encuentra alojado en freedesktop.org.
La última versión de X Window System es la X11R7.7

## Adopción
El servidor X.Org se ha convertido en el sistema estándar utilizado por la mayoría de distribuciones de Linux. Ha sido adoptado por Debian, Gentoo Linux, Fedora, Slackware, openSUSE, Mandriva, Cygwin/X, Ubuntu y otras; también por el sistema operativo FreeBSD sus  versiones 5.x en lugar de XFree86. En la versión de Solaris para x86 es el servidor estándar, pero no en la versión para SPARC.